# Amphicephalozia amplexicaulis
Amphicephalozia amplexicaulis är en bladmossart som beskrevs av Rudolf Mathias Schuster. Amphicephalozia amplexicaulis ingår i släktet Amphicephalozia och familjen Cephaloziellaceae. Inga underarter finns listade i Catalogue of Life.